# The Tower (Wyspa Króla Jerzego)
The Tower – szczyt na Wyspie Króla Jerzego, o wysokości 365 m n.p.m., między Lodowcem Tower a Kopułą Warszawy, naprzeciw szczytów Brama i Bastion. The Tower leży częściowo na terenie Szczególnie Chronionego Obszaru Antarktyki "Zachodni brzeg Zatoki Admiralicji" (ASPA 128). Został po raz pierwszy skartografowany w 1909 roku przez francuską ekspedycję naukową.